# Saint-Pardoux-et-Vielvic
 Saint-Pardoux-et-Vielvic  (en occitano Sent Pardol e Vièlh Vic) es una población y comuna francesa, situada en la región de Aquitania, departamento de Dordoña, en el distrito de Sarlat-la-Canéda y cantón de Belvès.

## Demografía
| 170 | 168 | 140 | 135 | 136 | 142 |
| Para los censos de 1962 a 1999 la población legal corresponde a la población sin duplicidades (Fuente: INSEE [Consultar]) |     |     |     |     |     |